# Tele Liguria Sud
TLS TeleLiguriaSud è un'emittente televisiva che trasmette sul digitale terrestre in tutta la Liguria e viene memorizzata automaticamente sul numero 15 del telecomando.

## Storia
Tele Liguria Sud nasce nell'ottobre 1977, subito dopo la sentenza del '76 della Corte Costituzionale che liberalizzò le trasmissioni via etere su scala locale.
L'idea è di un sacerdote della Spezia, don Armando Dino Viviani, che crede profondamente nella televisione come mezzo di comunicazione sociale: costruire un’emittente laica di impronta cattolica, ma che non sia una tv confessionale che trasmette solo programmi religiosi.
TLS nasce come tv non commerciale: il suo scopo principale non è la vendita di spazi pubblicitari, ma la comunicazione. La parte commerciale, che comunque deve esistere, è gestita da Tele Liguria Sud Studio P, ditta individuale di don Viviani, che ha dato in gestione gratuita le apparecchiature all'Associazione Culturale Tele Liguria Sud che realizza le trasmissioni. In questa ottica, scelta fondamentale dell'emittente è che tutti i collaboratori sono volontari e prestano la loro opera gratuitamente.
Lo studio viene allestito in un appartamento della canonica nella sua parrocchia, S. Maria; casualmente e curiosamente l'indirizzo civico ne denota già l'impronta: Via della Canonica.
Gli impianti di trasmissione sono pronti a maggio del 1977, contemporaneamente l'emittente viene iscritta in Tribunale come testata giornalistica quotidiana; le trasmissioni sperimentali iniziano il primo settembre 1977 e dal primo ottobre partono le trasmissioni regolari con il TLS Giornale, telegiornale quotidiano ininterrottamente trasmesso fino ad oggi.
La scelta laica di Tele Liguria Sud, nonostante fosse soprannominata la tv dei preti, la rende aperta alla collaborazione di persone provenienti da diverse esperienze politiche e con differenti convinzioni religiose, ma comunque rispettose della linea generale dell'emittente.
Dopo pochi anni, viene trasformata dal vescovo Siro Silvestri nell'emittente cattolica diocesana di La Spezia, Sarzana e Brugnato.
Nel tempo si consolida così l'immagine di televisione indipendente ed il TLS Giornale diventa il telegiornale più seguito in provincia acquisendo sempre di più una sua propria autorevolezza. È da considerare, ad esempio, che, mentre il TLS Giornale dava le notizie del giorno, altre emittenti davano le notizie tratte dal giornale, quindi del giorno prima.
Nel 1990, anno della Legge Mammì, TLS diventa di proprietà di un Consorzio formato dalla Diocesi e da altri enti religiosi. Nello stesso anno avviene il trasloco in una nuova sede, perché l'appartamento dove era nata, è ormai piccolo per le mutate esigenze della tv. La nuova sede, in Via Roma 138 alla Spezia, occupa un piano del complesso dell'Istituto Salesiano, grazie ad un accordo con i Salesiani della Spezia.
Sempre nel 1990 Tele Liguria Sud è tra le TV  cattoliche che iniziano ad incontrarsi e costituiscono all'interno del Co.ra.l.lo (consorzio radio libere locali, di ispirazione cristiana) il nucleo di quella che in seguito sarà una delle più importanti realtà associative dell'emittenza locale.
In seguito, per adeguarsi alle nuove leggi, al consorzio subentra una cooperativa, che è quella che attualmente gestisce Tele Liguria Sud.
Nel 2001 TLS si trasferisce nuovamente in una sede più grande e funzionale, nata appositamente per ospitare l'emittente televisiva. È una palazzina accanto alla Cattedrale della Spezia e si affaccia sulla piazza principale della città, dove si trovano, oltre alla moderna Cattedrale, anche i palazzi del Comune, della Provincia, la Prefettura e gli uffici finanziari, una vera piazza Medievale.
Dal 2002, vista la crescente complessità della programmazione e dei compiti dell'emittente, viene decisa l'assunzione di due dipendenti, ma continua comunque la collaborazione di molti volontari, sempre nello spirito che animava la tv dalla sua nascita.
Unica emittente locale rimasta attiva fra quelle nate negli anni '70, a luglio del 2005 Tele Liguria Sud ha iniziato anche la sperimentazione digitale terrestre.